# Leucascus insignis
Leucascus insignis är en svampdjursart som först beskrevs av R.W. Harold Row och Hozawa 1931.  Leucascus insignis ingår i släktet Leucascus och familjen Leucascidae. Inga underarter finns listade i Catalogue of Life.